# Euxoa transcaspica
Euxoa transcaspica là một loài bướm đêm trong họ Noctuidae.